# Primer Congreso Interamericano de Mujeres
El Primer Congreso Interamericano de Mujeres fue una reunión feminista que ocurrió del 21 al 27 de agosto de 1947 en la Ciudad de Guatemala, Guatemala. Fue convocada por la Liga Internacional de Mujeres por la Paz y la Libertad (WILPF) y fue organizada por la Unión Democrática de Mujeres de Guatemala. Esta organización fue formada por Angelina Acuña de Castañeda, Berta Corleto, Elisa Hall de Asturias, Gloria Méndez Mina de Padilla, Rosa de Mora, Irene de Peyré y Graciela Quan inmediatamente después del golpe de Estado en Guatemala de 1944 para promover el reconocimiento de los derechos civiles de la mujer.
Había representantes de países de Latinoamérica quienes aceptaron la invitación para atender la Conferencia, pero los delegados no fueron representantes de país. En cambio, las mujeres representaron los clubes de las mujeres de cada región. Las mujeres que participaron eran de: Argentina, Bolivia, Brasil, Canadá, Chile, Colombia, Costa Rica, Cuba, El Salvador, Ecuador, Guatemala, Haití, Honduras, México, Nicaragua, Panamá, Puerto Rico, Estados Unidos, Uruguay y Venezuela. Las mujeres no eran políticamente radicales pero creían en la paz, igualdad política y la seguridad de bienestar humano. La primera nota, emitida por la prensa, habló contra el Tratado de Río, el cual simultáneamente era discutido en una conferencia en Río de Janeiro e instó a formar un grupo de naciones del Hemisferio Occidental y que consolidaran su acuerdo para asistencia recíproca. Las mujeres insistieron en su derecho de hablar de asuntos internacionales y promovieron la paz en la región.

## Programa
La reunión fue precedida por la delegada panameña, Gumercinda Páez con la primera dama guatemalteca, Elisa Martínez de Arévalo, como presidenta honoraria. Heloise Brainerd actuó como Secretaria General. El financiamiento del evento vino principalmente de las fuentes norteamericanas que incluían el National Council of Negro Women, la Federación Nacional de los clubes de Mujeres Empresariales y Profesionales, la Liga Panamericana de Miami, el Comité de Mandato de las Personas, la sección WILPF de los EE. UU. y Zonta Internacional.
El programa se centró en seis temas discutidos en comités, cubriendo tales temas como armas nucleares y poder nuclear; el movimiento prodemocracia; interrelaciones de las Américas; inmigración, refugiados y víctimas de guerra; y derechos civiles y políticos. Claramente, no fueron solamente interesadas en los asuntos que se piensan son tradicionalmente de las mujeres y la lista de delegadas, muestra que, muchas de las mujeres provinieron de amplios sectores de la sociedad, aun así, no tan comunes en sus respectivas sociedades. Eran mujeres educadas, profesionales (aunque algunas eran trabajadoras de cuello azul y otras de cuello blanco), quienes tenían actividades fuera de la casa e involucradas en política internacional.

### Armas nucleares
El comité que habló sobre el poder nuclear fue dirigido por la Profesora María Rivera Urquieta de Chile. Hablaron de muchos aspectos de la amenaza de armas nucleares e insistieron, como una de sus 8 recomendaciones que todos los pasos serían tomados para asegurar que las armas nucleares no fueran utilizadas otra vez, incluyendo la destrucción de todas las armas en existencia y de las plantas de producción de las mismas. Además,  recomendaron un amplio programa de educación de modo que todos los miembros de sociedad, incluyendo niños y ancianos, entendieran, tanto los beneficios como los peligros, del poder nuclear. Finalmente,  instaron a que las Naciones Unidas nombraran a mujeres pacifistas en posición para ayudar a regular y controlar todos los aspectos de la industria nuclear incluyendo financiamiento, producción y materias primas, en un esfuerzo para impedir cualquier futura guerra nuclear.

### Re-definiendo la democracia
El segundo comité fue dirigido por Nela Martínez, una mujer Ecuatoriana, quien habló sobre cómo el concepto de democracia tenía que ser expandido para incluir más una esfera política. Recomendaron que la democracia, tiene que incluir elevar el nivel de vida de todas las personas para respetar la igualdad económica, política y cultural; incluyendo el derecho de autodeterminación para mujeres y personas indígenas; y que la discriminación contra un individuo o grupos de personas en la base de "carrera, religión, ideología, sexo u origen nacional" debería de ser rechazada. También instaron fuertemente que en todos los casos, la autoridad militar tiene que estar subordinada a la autoridad civil y que cualquier plan para armar a las Américas tendría que ser inmediatamente abandonado y la cooperación pacífica, debería ser el primer objetivo.

### Derechos humanos
Ana Rosa Tornero de Bilbao de Bolivia encabezó el tercer comité qué se enfocó en los derechos humanos que incluyeron seguridad económica, educación, cuidado de la salud y libertad de expresión. Hablaron de muchos aspectos sobre lo que es respetar los derechos humanos, incluyendo el derecho de todos los humanos a tener acceso suficiente a educación, comida, salud, y alojamiento sanitario. Recomendaron que los gobiernos promovieran el acceso para la educación pública gratuita incluyendo estudios bilingües para que estuvieran disponibles al mayor número de personas posible, al igual que clases de educación especial para aquellos con necesidades físicas o mentales diferentes. Sugirieron que el gobierno adoptara políticas en contra del uso de cigarros y el consumo de alcohol para proteger la salud de ciudadanos, proporcionar educación sobre higiene sexual a adolescentes y adoptar políticas para la rehabilitación de prostitutas. Instaron para que los derechos del trabajo de las mujeres que fueran promovidos y asegurados, y que los programas de seguridad social fueran para todos los miembros de sociedad. Respaldaron los derechos de los niños, sugirieron centros de guardería para ser proporcionados a los niños del trabajador diurno, y que deberían ser establecidos sistemas de justicia juvenil , para proteger niños legítimos o ilegítimos, sin importar si los padres estaban casados o no. Sugirieron que los derechos de las mujeres solteras tendrían que ser protegidos y los sistemas de justicia, deberían ser revisados para poder implementar justicia y equidad. Finalmente,  reconocieron que la libertad de consciencia y la libertad de culto y expresión tendrían que ser protegidas y nunca utilizadas como medios para imponer ideología política o económica.

### Asuntos de política inter-americana
María del Carmen Vargas de Guatemala y Matilde Elena López de El Salvador, dirigieron el comité para discutir asuntos de política inter-americana. Las mujeres eran conscientes de la sesión simultánea que sucedía en Río de Janeiro, en la que se promovía el armamentismo y la asistencia recíproca, por lo que estaba en profundo desacuerdo con sus objetivos pacifistas.  Las mujeres enfatizaban el apoyo hacia los objetivos de la Carta del Atlántico y el Tratado de Río, el cual promovió paz y apoyo para todas las naciones en la región. Instaron el desarme, reconociendo que el armamento creciente no fue solo un medio para incrementar la seguridad, sino que también tenía el potencial para volverse en contra las personas. Instaron por políticas que no favorecieran a las naciones industrializadas a expensas de aquellas menos industrializadas y enfatizaron que los países más desarrollados tendrían que ayudar a levantar los niveles de vida para el resto del mundo. El comité habló contra el Taft Hartley Act, violó los derechos del trabajador, políticas expansionistas de los EE. UU., y regímenes no democráticos, amenazando los derechos de los ciudadanos. Estipularon que los pasaportes y las divisas, deberían ser estandarizadas en toda América,  para permitir el libre comercio y libre desplazamiento de los ciudadanos. En general aprobaron el apoyo para las Naciones Unidas y los objetivos de pacifismo y cooperación internacional, en lugar de la explotación.

### Inmigración y el desplazamiento de personas
El quinto comité se enfocó en la inmigración europea, los refugiados y las víctimas de guerra, pero se expandió a instancias del hondureño Paca Navas de Miralda para incluir prisioneros políticos y exiliados políticos en Latinoamérica. El comité estuvo al mando de la mexicana Judith Horcasitas de Forgrave y las mujeres concluyeron que los inmigrantes tienen que ser libres de escoger el país que más fuera adecuado para ellos y que las Naciones Unidas deberían de facilitar la expansión de cuotas de inmigración en todos los países para restablecer a personas desplazadas. Escucharon a la representante palestina Rose Gutman, quién se enfocó en la necesidad de resolución para la Cuestión Palestina y el desarrollo de un hogar para judíos desnacionalizados . Finalmente, solicitaron ayuda de emergencia, efectuada por grupos de mujeres y las Naciones Unidas, para la asistencia de niños y la desnutrición causada por la guerra.

### Derechos civiles y políticos
El sexto comité se enfocó en evaluar cuestiones que muy a menudo han sido pensadas como temas feministas— derechos civiles y políticos de las mujeres y el acceso a puestos de responsabilidad. Fue presidido por Amalia González Caballero de Castillo Ledón de México. Aunque se discutieron diversos asuntos, entre los más importantes estaba el reconocimiento de la igualdad de hombres y mujeres respecto a los derechos civiles y políticos; la instauración del matrimonio civil y el divorcio en toda América; el acceso, no restringido, a las finanzas dentro del matrimonio; la eliminación de la excepción de la persecución por uxoricidio en casos de adulterio; la libertad de elección para cónyuges para determinar su nacionalidad; políticas uniformes de obligación para soporte parental de niños; abolición de la pena de muerte; el fomento de las organizaciones de las mujeres y el fortalecimiento del acceso que las mujeres tienen a puestos de responsabilidad.

## Resoluciones
La fase de resoluciones fue presidida por Lucila Rubio de Laverde de Colombia. En la conclusión, se enviaron seis mensajes. A George Marshall, secretario de estado de EE. UU. y a Raoul Fernández, presidente de la Conferencia de Río, el mensaje comunicaba la denuncia del armamento e instaba a que los fondos propuestos para armas fueran redirigidos hacia programas en desarrollo para la industria, agricultura y programas de salud para ciudadanos. Otro mensaje urgía a romper la asociación con dictadores y denunciaba a Franco. Tres mensajes fueron para individuos como homenaje a sus filosofías: a Eleanor Roosevelt, por defender la paz y la cooperación internacional; a Paulina Luisi por su lucha por los derechos de las mujeres; y a Henry Wallace por sus esfuerzos hacia Latinoamérica en defensa de la paz.
Las mujeres resolvieron el alentar la paz mundial y fortalecer la democracia en las Américas. Determinaron el formar una federación, que constara de una Secretaría de tres miembros elegidas por el Congreso, un comité compuesto de tres miembros de la secretaría y seis miembros nombrados por el congreso que representa las varias regiones. Las personas designadas al comité fueron Beatrice Brigden representando a Canadá y los EE. UU.; Judith Horcasitas de Forgrave representando a América Central y México; Gumercinda Páez representando las Antillas y Panamá; Lucila Rubio de Laverde representando a Colombia, Ecuador, Perú, y Venezuela; María Mercedes Rivera Urquieta representando a Bolivia, Chile, y Paraguay; y María Teresa Ferrari de Gaudino representando a Argentina, Brasil y Uruguay.
La secretaría estuvo a cargo de la coordinación del trabajo para asegurar publicación. El comité ejecutivo estuvo a cargo de implementar adopción de resoluciones y asegurarse de la conformidad con las resoluciones, así como preparar y obtener ratificación de documentos rectores para la Federación.
No hay evidencia de que la federación haya sido creada, pero las resoluciones propuestas estuvieron implementadas, prácticamente de manera literal, por la Organización de Estados americanos Comisión Inter-Americana de Mujeres (CIM) en Caracas en 1949.

## Asistentes
- Argentina: María Teresa Ferrari de Gaudino para la Federación Argentina de Mujeres Universitarias[13]
- Bolivia: Carmen Sánchez de Bustamante Calvo de Lozada (12 Welwyn Carretera, Cuello Grande, Nueva York, y caja 51 de La Paz, Bolivia) (madre del futuro presidente boliviano Gonzalo Sánchez de Lozada) y Ana Rosa Tornero[2]
- Brasil: la delegada representó la Sociedad Cívica Femenina de Santos, Brasil[13]
- Canadá: Beatrice Brigden, del Consejo Local de Mujeres (1175 Dominion St., Winnipeg, Manitoba); Mildred Fahrni, de la liga Internacional de las Mujeres (4536 - 8.º. Ave W., Vancouver, BC);  y Helen R. Dlury Del Consejo Nacional de Mujeres y Clubes canadienses (309 Daly Ave. Ottawa)[2]
- Chile: María Rivera Urquieta, representando las Asociaciones Cristianas Femeninas, Círculo Pro Paz y de Cooperación Americana, Consejo Nacional de Mujeres y Federación Chilena Femenina (casilla 1214, Valparaíso)[2]
- Colombia: Soledad Peña, del Unión Femenina de Colombia y Lucila Rubio de Laverde, del Alianza Femenina Colombiana (calle 10 #19-64, Bogotá)[2]
- Costa Rica: Odilia Castro Hidalgo[2] y Corina Rodríguez López[2][3]
- Cuba: Malin ? de La Cruz Blanca de la Paz[2][13]
- El Salvador: María Cruz Palma, de la Liga Femenina Salvadoreña (18 AN # 62, San Salvador); Rosa Amelia Guzmán, de la Liga Femenina Salvadoreña y para la Asociación de Costureras (albergada en la Librería Patria de San Salvador); y Matilde Elena López.[2]
- Ecuador: Ligia Guerrero Vallejo para las Damas Protectoras del Obrero (calle Santa María 362, Quito) y Nela Martínez Espinoza[2]
- Guatemala: María del Carmen Vargas; Marín d'Echevers; Hortencia Hernández Rojas (2un.[2][3] Av. S. # 24); María Luisa Laínez; Gloria Menéndez Mina; Victoria Moraga Martines, para el congreso de anfitriones de la Unión Democrática de Mujeres (Callejón Delfino Núm. 11 B), y Magdalena Spínola.[3][2][3]
- Haití: Alice Garoute, para la Ligue Feménine d'Acción Sociale (43 Rue Christophe, Puerto au Prince)[2]
- Honduras: Argentina Díaz Lozano; Lucila Gamero de Medina, para los Comités Pro Paz y Libertad de San Pedro Sula y Tegucigalpa; Helena Leiva de Holst para los exilios hondureños en Guatemala y Paca Navas de Miralda.[2][10]
- México: Amalia González Caballero de Castillo Ledón para la Comisión Interamericana de Mujeres; Judith Horcasitas de Forgrave del Servicio Civil de Mujeres Mexicanas (Misisipi #117-11, México, DF); Profesor Emilia Loyola que representa todo de los profesores de Ciudad de México (Medellín 355, Dpto.3); Elena Sánchez Valenzuela, para los Profesores mexicanos, Archivo de Película Nacional y Secretario de Educación (Coahuila 106 - apto 9); y Rosa Torre González, del Liga Internacional y el mandato de las personas (Querétaro 102, letra E, México, DF)[[4][2]
- Nicaragua: Alicia Fornos Ramos, para la Mesa Redonda y Liga de Mujeres (3un. calle SE 4un. y 5un. Ave. Managua DN) Y Olga Núñez Abaunza de Saballo (un abogado de Nicaragua) para la Comisión Interamericana de Mujeres[2][4]
- Panamá: Gumercinda Páez (calle Núm. de Lorenzo del Victoriano21, apartado 1627)[2]
- Puerto Rico: la delegada representó a la Asociación Puertorriquena de Esposas de Masones[13]
- Estados Unidos: Laura Albrecht; Adelaide Baker; Aida Donnelli; Marjorie S. Elliott del Zonta Internacional (Embajada canadiense, Santiago, Chile); Maria E. Gardiner; Dorothy A. Hickie (34 Isabella St., Boston 16, Masa.); Lyu Smith de Mandaley (5406 Connecticut Ave, NW Washington, D.C.); Lucille Mercer de Delta Kappa Gamma (32 Gabley E. Rd., Berea, Ohio); Elsie L. Picon, la liga de las Mujeres Internacionales para Paz y Libertad (2281 Bulevar Magnífico, Detroit 8 Míchigan); Grace K. Sabor, para WILPF y el club panamericano de mujeres de Minneapolis, Minnesota (4950 Harriet Ave., Minneapolis, Minn); Annalee Stewart, Presidente de la rama americana de la liga Internacional de las Mujeres para la Paz y Libertad (1734 F St NW, Washington 6, DC); Frances Benedict Stewart, delegada de la liga de las Mujeres Internacionales para Paz y Libertad y Federación Mundial (1645 Kimble St., Utica - 3 NY); Mary Tailisoff de la asociación de las mujeres panamericanas (39 Ocean Ave. Brooklyn, NY); Carolyn B. Threlkeld, la liga Internacional de las Mujeres para la Paz y Libertad (170 Tamalpais Carretera, 8 Berkeley, California), Sue Bailey Thurman, el Consejo Nacional de Mujeres Negras (2660 Calle de California, San Francisco); y Mary Magdalene Wilkin (4 Carretera de Río, Youngstown, NY).[2]
- Uruguay: Eloísa García Etchegoyhen, del Alianza Uruguaya de Mujeres (Santa Lucía 4638, Montevideo)[2]
- Venezuela: Enriqueta de Landaeta[2] e Isabel Sánchez de Urdaneta (el cónsul de mujer de Venezuela a Nueva York) para la Comisión Interamericana de Mujeres[4]
- Palestine: Rose Gutman[14] de las Mujeres Liga Internacional para Paz y Libertad (60 Del oeste 11 Calle, Tel Aviv, Palestine)[2]